# شوغو تانيغوتشي
شوجو تانيجوتشي (باليابانية: 谷口 彰悟) (مواليد 15 يوليو 1991) هو لاعب كرة قدم ياباني لعب سابقاً لصالح نادي الريان في دوري نجوم قطر. يلعب مع منتخب اليابان لكرة القدم منذ عام 2015.

## وصلات خارجية
- شوغو تانيغوتشي على موقع رابطة كرة القدم اليابانية للمحترفين (اليابانية)
- شوغو تانيغوتشي على موقع إي إس بي إن إف سي (الإنجليزية)
- شوغو تانيغوتشي على موقع قاعدة بيانات كرة القدم.إي يو (الإنجليزية)
- شوغو تانيغوتشي على موقع ناشيونال فوتبول تيمز (الإنجليزية)
- شوغو تانيغوتشي على موقع Soccerbase.com (لاعب) (الإنجليزية)
- شوغو تانيغوتشي على موقع Soccerway.com (الإنجليزية)
- شوغو تانيغوتشي على موقع عالم كرة القدم.نت (الإنجليزية)
- شوغو تانيغوتشي على موقع كووورة

- National Football Teams